# مقاطعة راسك (ويسكونسن)
مقاطعة راسك (بالإنجليزية: Rusk County, Wisconsin)‏ هي إحدى مقاطعات ولاية ويسكونسن في الولايات المتحدة. تأسست سنة 1901، وتبلغ مساحتها 931 ميل مربع (2,410 كـم2)، بلغ عدد سكانها 14755 نسمة في عام 2010 حسب إحصاء مكتب تعداد الولايات المتحدة .

## وصلات خارجية
- الموقع الرسمي
- United States Counties